# Justa Holz-Mänttäri
Justa Holz-Mänttäri (* 1936 in Hamburg) ist eine deutsche Sprachwissenschaftlerin und Übersetzerin.

## Leben
Holz-Mänttäri ist Übersetzerin für Deutsch und Finnisch. Sie hält einen Doktortitel in Philosophie und war als Professorin an der Universität Tampere in Finnland tätig.
Holz-Mänttäris bekanntestes Werk, Translatorisches Handeln, wurde 1984 veröffentlicht. Nach der darin entwickelten Theorie vom translatorischen Handeln  gehört nicht nur der Übersetzer, sondern gehören auch der Autor des Ausgangstextes, der Auftraggeber und das Zielpublikum zum translatorischen Prozess. Die Rolle des Übersetzers ist die Produktion eines Zieltextes, dessen Zwecke von allen Beteiligten im Voraus festgelegt werden. Das Ziel der Übersetzung ist die Entstehung eines Botschaftsträgers, der diese Zwecke für das Zielpublikum erfüllt.

## Publikationen (Auswahl)
- Translatorisches Handeln. Theorie und Methode. Suomalainen Tiedeakatemia, Helsinki 1984.
- Translatorisches Handeln – theoretisch fundierte Berufsprofile. In: Snell-Hornby (Hrsg.): Übersetzungswissenschaft. Eine Neuorientierung. Francke, Tübingen 1986, S. 348–374.